# 잃어버린 사람들 (영화)
《잃어버린 사람들》은 1967년 공개된 대한민국의 영화이다.

## 배역
- 오영일
- 문희
- 이대엽
- 김동원
- 최남현
- 유계선
- 한은진
- 김신재

## 수상
- 1967년 제6회 대종상 특별장려상 - 연방영화
- 1968년 제4회 백상예술대상 영화부문 신인상 - 오영일